# Witbroekbosuil
De witbroekbosuil (Strix albitarsis) is een lid van de familie van de 'echte' uilen (Strigidae).

## Verspreiding en leefgebied
Deze soort komt voor van de Colombiaanse Andes tot Venezuela, Ecuador, Peru en Bolivia en telt drie ondersoorten:
- S. a. albitarsis: Colombia, Ecuador en Venezuela.
- S. a. opaca: centraal Peru.
- S. a. tertia: Bolivia.

## Status
De grootte van de populatie is niet gekwantificeerd maar de soort wordt omschreven als tamelijk algemeen. Op de Rode lijst van de IUCN heeft deze soort de status niet bedreigd.